# Arroyo Arenal Chico
Der Arroyo Arenal Chico ist ein Fluss in Uruguay.
Der zum Einzugsgebiet des Río Uruguay zählende Fluss entspringt etwa auf halber Strecke zwischen Cañada Nieto im Nordosten und Agraciada im Südwesten. Von dort fließt er auf dem Gebiet des Departamentos Soriano in nordwestliche Richtung, passiert den Paso del Porton, unterquert die Ruta 21 und mündet südwestlich von Colonia Concordia als linksseitiger Nebenfluss in den Arroyo del Catalán. Größtenteils verläuft er nahezu parallel zum westlich gelegenen Arroyo Arenal Grande.